# Чемпионат африканских наций
Чемпионат африканских наций по футболу — футбольное соревнование Африки между сборными стран, контролируемое Африканской футбольной ассоциацией. Основано 11 сентября 2007 года. В отличие от Кубка африканских наций, в этом турнире имеют право выступать только сборные из игроков внутренних чемпионатов стран (то есть, легионеры не допускаются к участию).

## Формат турнира
Участие в групповом финальном турнире принимают 16 команд одна из которых проходит на данную стадию без квалификационных игр как страна-хозяйка. Каждая сборная по регламенту турнира должна включать только тех игроков которые играют в местном для страны чемпионате.

## Результаты
| Год        | Место       | Финал      | Финал               | Финал     | Матч за 3-е место | Матч за 3-е место  | Матч за 3-е место |
| Год        | Место       | Победитель | Счет                | 2-е место | 3-е место         | Счет               | 4-е место         |
| ---------- | ----------- | ---------- | ------------------- | --------- | ----------------- | ------------------ | ----------------- |
| 2009 Обзор | Кот-д’Ивуар | ДР Конго Б | 2:0                 | Гана Б    | Замбия Б          | 3:1                | Сенегал Б         |
| 2011 Обзор | Судан       | Тунис Б    | 3:0                 | Ангола Б  | Судан             | 1:0                | Алжир Б           |
| 2014 Обзор | ЮАР         | Ливия Б    | 0:0 (д.в.) (п. 4:3) | Гана Б    | Нигерия Б         | 1:0                | Зимбабве Б        |
| 2016 Обзор | Руанда      | ДР Конго Б | 3:0                 | Мали Б    | Кот-д'Ивуар Б     | 2:1                | Гвинея Б          |
| 2018 Обзор | Кения       | Марокко Б  | 4:0                 | Нигерия Б | Судан             | 1:1(д.в.) (п. 4:2) | Ливия Б           |
| 2020 Обзор | Камерун     | Марокко Б  | 2:0                 | Мали Б    | Гвинея Б          | 2:0                | Камерун Б         |
| 2022 Обзор | Алжир       | Сенегал Б  | 0:0 (д.в.) (п. 5:4) | Алжир Б   | Мадагаскар Б      | 1:0                | Нигер Б           |